# Syntul
Syntul (in russo Сынтул?) è un insediamento di tipo urbano della Russia europea centrale, situato nel distretto Kasimovskij dell'oblast' di Rjazan'.
Si trova 20 km a nord-ovest della stazione ferroviaria di Kasimov.